# 바게트
바게트(프랑스어: baguette, 문화어: 바게뜨)는 프랑스의 빵이다. 바게트빵(baguette+pão)으로도 부른다. 길쭉한 막대기 모양 빵으로, 밀가루, 소금, 물, 효모 4가지 재료만으로 만들며, 겉에 단단한 크러스트가 있다. 프랑스의 국민 음식 가운데 하나로 여겨진다.

## 이름
프랑스어 "바게트(baguette)"는 "막대기"라는 뜻이다. "빵 막대기"라는 뜻의 바게트 드 팽(프랑스어: baguette de pain), "막대기 빵"이라는 뜻의 팽 바게트(프랑스어: pain baguette), "파리식 바게트"라는 뜻의 바게트 드 파리(프랑스어: baguette de Paris)로도 부른다. 로렌에서는 "파리의"라는 뜻의 파리지앵(프랑스어: parisienne)으로도 부르며, 벨기에와 퀘벡에서는 "프랑스 빵"이라는 뜻의 팽 프랑세(프랑스어: pain français)로도 부른다.

## 만들기
프랑스 식품법에서는 밀가루, 소금, 물, 효모 4가지 재료만으로 만든 빵만 "바게트"로 부르도록 규정하고 있다. 굽기 전에 반죽에 칼집을 넣고 물을 뿌려 굽는데, 칼로 진집을 내는 것은 반죽이 부풀며 불규칙하게 터지는 것을 막기 위해서이고, 물을 뿌리는 것은 수분이 증발하며 겉에 딱딱한 크러스트가 형성되도록 하기 위함이다. 굽는 중에도 오븐 안에 뜨거운 증기를 뿌려 빵 표면에 바게트 특유의 바삭한 질감이 잘 나오도록 한다.
프랑스 식품법은 바게트에 들어가는 재료만 규정했을 뿐 제조법까지 규정하지는 않아 제조법이 다양한데, 일부 프랑스 제빵 교과서는 바게트를 길이 67~68cm, 무게는 오븐에서 구워낸 완제품 기준 280g으로 규정한다. 원료 배합률은 밀가루 100%, 물 58~60%, 소금 1.8%, 효모 1.0%이다. 22°C에서 반죽해 3시간 30분 발효시킨 뒤 350g 크기로 분할하여 막대 모양으로 성형하고 표면 위쪽에 칼로 사선을 3~4개 긋는다. 250~280°C 오븐에서 15~18분간 굽는다.

## 종류
| 이름                   | 반죽 무게 (g)    | 빵 무게 (g)      | 길이 (cm) | 설명                        |
| ---------------------- | ---------------- | ---------------- | --------- | --------------------------- |
| 되 리브르(deux livres) | 850              | 680              | 54~55     |                             |
| 파리지앵(parisien)     | 650              | 500              | 67~68     | 길고 통통한 빵              |
| 바게트(baguette)       | 350              | 280              | 67~68     | 대표적인 프랑스 빵          |
| 바타르(bâtard)         | 350              | 280              | 40~41     | 짧고 통통한 빵              |
| 플뤼트(flûte)          | 250              | 200              | 62~63     | 바게트보다 가늘고 짧은 빵   |
| 피셀(ficelle)          | 150              | 120              | 30        | 길고 가느다란 빵            |
| 불(boule)              | 350 175          | 280 140          | -         | 둥근 공 모양 빵             |
| 샹피뇽(champignon)     | 60               | 48               | -         | 버섯 모양 빵                |
| 팡뒤(fendu)            | (대) 350 (소) 50 | (대) 280 (소) 40 | -         |                             |
| 쿠페(coupé)            | 150              | 120              | -         | 약간 길쭉한 타원형 빵       |
| 타바티에르(tabatière)  | (대) 350 (소) 50 | (대) 280 (소) 40 | -         | 파이프 담배, 케이스 모양 빵 |

## 사진

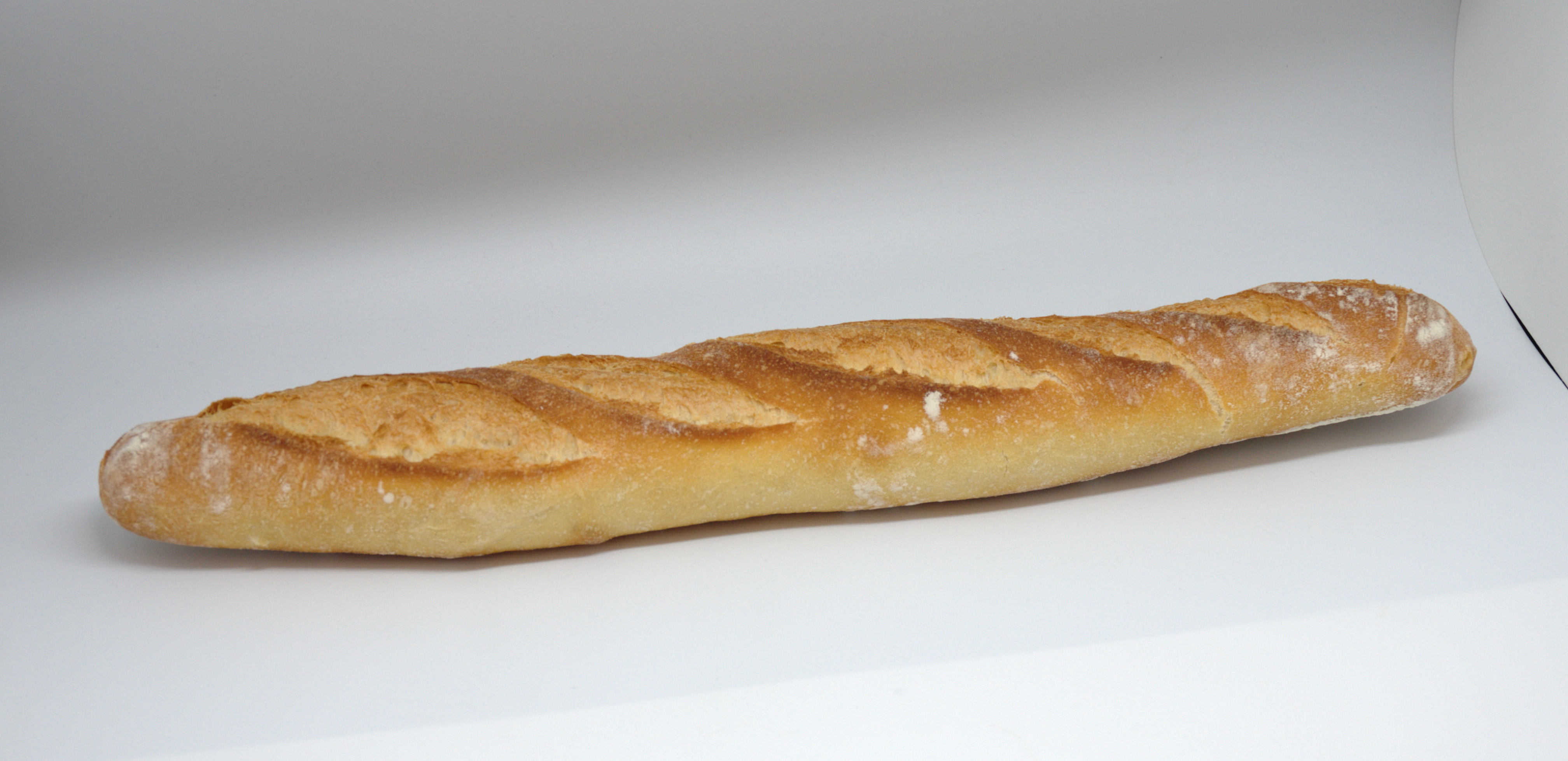
바게트
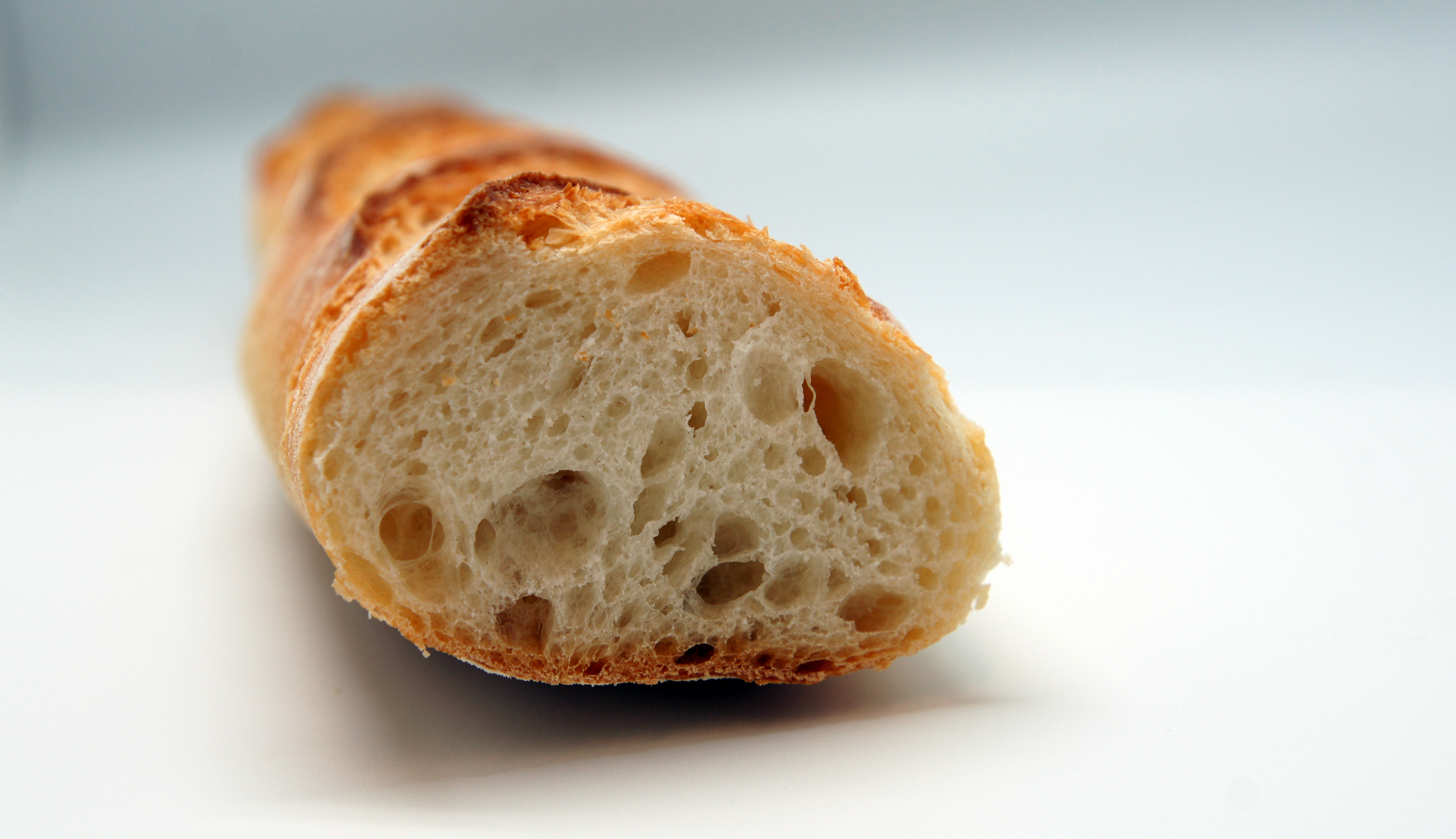
바게트 단면

## 같이 보기
- 바인 미
- 쿠바빵
- 프렌치롤
- 빵 목록